# Dorothy Yeats
Dorothy „Dori” Erzsebet Yeats (ur. 29 lipca 1993) – kanadyjska zapaśniczka walcząca w stylu wolnym. Olimpijka z Rio de Janeiro 2016, gdzie zajęła piąte miejsce w kategorii 69 kg.
Wicemistrzyni świata z 2012 i ósma w 2014. Triumfatorka igrzysk panamerykańskich w 2015. Dziesiąta na mistrzostwach panamerykańskich w 2015. Złota medalistka igrzysk Wspólnoty Narodów w 2014 i mistrzostw Wspólnoty Narodów w 2011. Czwarta w Pucharze Świata w 2014. Triumfatorka igrzysk młodzieży w 2010. Zwyciężczyni akademickich MŚ w 2014 i MŚ juniorów z 2012 i 2013 roku.
Zawodniczka Vanier College z Montrealu. Córka Douga Yeatsa, zapaśnika i czterokrotnego olimpijczyka z lat 1976-1992.